# Jeremy McWilliams
Jeremy McWilliams (Belfast, Irlanda del Norte; 4 de abril de 1964) es un piloto de motociclismo. Hasta la victoria de Scott Redding en el GP de Gran Bretaña en 2008, fue el único piloto de las islas británicas en ganar una carrera o una pole en una clase de Campeonato del Mundo de Motociclismo de la FIM en la década de 2000.

## Biografía
McWilliams se acercó relativamente tarde a las carreras de motos, compitiendo en su primera carrera en 1988 a la edad de 24 años; pronto se las arregló para ganar dos títulos nacionales en Irlanda antes de llegar a las competiciones internacionales.
En 1993, corrió con una tarjeta de invitación con una Ducati 888 del equipo Oxford Products Ltd en la prueba británica del Campeonato Mundial de Superbikes en Donington Park, consiguiendo llegar 10.º en la primera carrera, retirándose en la segunda manga y terminó el 48.º en la clasificación final.
También en 1993 registra su primera asistencia en competiciones de campeonato donde compitió en la categoría de 500cc montando una Yamaha YZR500; él estaría en la misma clase, incluso en las próximas tres temporadas, en 1994 con la misma moto y en los dos años siguientes, respectivamente, con una Yamaha y Harris con un ROC Yamaha, antes de pasar al Campeonato del Mundo de 250cc desde 1997.
Después de inicialmente conducir una Honda NSR250, en Temporada 1999 del Campeonato del Mundo de Motociclismo se fue a Aprilia; al final de la temporada se le ofreció un lugar en el equipo oficial de volver a correr en la clase 500cc, con su compañero Tetsuya Harada, y montar la Aprilia RSW-2 500.
Puesto que después de 2000 Aprilia decidió no correr en la categoría reina, al año siguiente McWilliams regresó a 250cc, consiguiendo su mejor temporada con la primera y única victoria en el Campeonato del Mundo en el Gran Premio de los Países Bajos, así como varias otras buenas colocaciones. Al final del año quedó en la sexta posición de la general.
En la temporada 2002 del Campeonato del Mundo de Motociclismo, comenzó su aventura en las carreras de MotoGP participanndo en dos temporadas completas en el equipo Proton KR, no obstante sin alcanzar resultados notables, excluyendo la pole position en el Gran Premio de Australia de 2002, conduciendo la Proton KR3 que todavía tenía la viejo cilindrada de motor de 2 tiempos de 500cc. En 2004, ya a la edad de 40 años, y de nuevo dentro del equipo oficial de MS Aprilia Racing, condujo la Aprilia RS Cube; pero una vez más los resultados no fueron particularmente atroces.
Para el año 2007, iba a correr en la serie MotoGP para el equipo Ilmor GP, a pesar de una fuerte choque durante unas pruebas a finales de 2006. Tuvo que perderse la primera carrera de la temporada en Catar, debido a otro accidente, cerca del final del Circuito Internacional de Losail. Después de esta ronda el equipo suspendió sus operaciones de carreras y no regresó. Está involucrado en trabajos de desarrollo para fabricantes de motos y neumáticos y en el entrenamiento de jóvenes pilotos de carreras a través de sus escuelas.
Desde 2012, McWilliams participó en las carreras North West 200, en las que se anotó en el segundo lugar en el evento Super-Twin. Corriendo por el KMR Kawasaki Racing Team, McWilliams terminó en segundo lugar detrás de su compatriota irlandés Ryan Farquhar. 

Se alzó con la victoria en 2013 y 2015 en la categoría Super-Twin.
En 2013, McWilliams tuvo un papel secundario en la película Under the Skin, protagonizada por Scarlett Johansson.
En el año 2014, participó en el Gran Premio de Gran Bretaña, en el Circuito de Silverstone, en la categoría de Moto2 finalizando en el 29.º lugar. Lo hizo sobre una moto TaylorMade Carbon2 del equipo Brough Superior Racing.

## Resultados

### Campeonato del Mundo de Motociclismo
Sistema de puntuación de 1993 hasta 2022:
| Posición | 1.º | 2.º | 3.º | 4.º | 5.º | 6.º | 7.º | 8.º | 9.º | 10.º | 11.º | 12.º | 13.º | 14.º | 15.º |
| Puntos   | 25  | 20  | 16  | 13  | 11  | 10  | 9   | 8   | 7   | 6    | 5    | 4    | 3    | 2    | 1    |

#### Carreras por año
(Carreras en negrita indica pole position)
| Año  | Cat.   | Moto       | 1       | 2       | 3       | 4       | 5       | 6       | 7       | 8       | 9       | 10      | 11      | 12      | 13      | 14      | 15      | 16      | 17  | 18  | Pts. | Posición |
| ---- | ------ | ---------- | ------- | ------- | ------- | ------- | ------- | ------- | ------- | ------- | ------- | ------- | ------- | ------- | ------- | ------- | ------- | ------- | --- | --- | ---- | -------- |
| 1993 | 500cc  | Yamaha     | AUS Ret | MAL DNS | JAP Ret | ESP Ret | AUT 20  | ALE Ret | NED Ret | EUR 11  | RSM 13  | GBR Ret | CZE 16  | ITA 19  | USA 12  | FIM 11  |         |         |     |     | 17   | 22.º     |
| 1994 | 500cc  | Yamaha     | AUS 17  | MAL 14  | JAP 13  | ESP 11  | AUT 16  | ALE Ret | NED Ret | ITA 15  | FRA 8   | GBR 10  | CZE 10  | USA 9   | ARG 9   | EUR 12  |         |         |     |     | 49   | 12.º     |
| 1995 | 500cc  | Yamaha     | AUS DNS | MAL 14  | JAP Ret | ESP 11  | ALE Ret | ITA Ret | NED 18  | FRA 7   | GBR Ret | CZE 16  | RIO 12  | ARG Ret | EUR 17  |         |         |         |     |     | 20   | 19.º     |
| 1996 | 500cc  | ROC Yamaha | MAL 14  | IDN 12  | JAP 13  | ESP 14  | ITA 16  | FRA 11  | NED 14  | ALE Ret | GBR Ret | AUT 14  | CZE 14  | IMO Ret | CAT 12  | RIO Ret | AUS Ret |         |     |     | 26   | 16.º     |
| 1997 | 250cc  | Honda      | MAL 9   | JAP 16  | ESP 9   | ITA 9   | AUT Ret | FRA 11  | NED 9   | IMO 7   | ALE 8   | RIO 10  | GBR     | CZE Ret | CAT 11  | IDN 10  | AUS 10  |         |     |     | 73   | 10.º     |
| 1998 | 250cc  | TSR Honda  | JAP 10  | MAL 7   | ESP Ret | ITA Ret | FRA 7   | MAD 9   | NED 12  | GBR 7   | ALE 2   | CZE 4   | IMO Ret | CAT Ret | AUS Ret | ARG 6   |         |         |     |     | 87   | 9.º      |
| 1999 | 250cc  | Aprilia    | MAL 7   | JAP DNS | ESP 7   | FRA 11  | ITA 4   | CAT 6   | NED 3   | GBR 6   | ALE Ret | CZE 8   | IMO 13  | VAL Ret | AUS Ret | RSA     | RIO Ret | ARG DNS |     |     | 83   | 10.º     |
| 2000 | 500cc  | Aprilia    | RSA Ret | MAL 10  | JAP 8   | ESP Ret | FRA 12  | ITA 3   | CAT 12  | NED Ret | GBR 3   | ALE Ret | CZE 9   | POR 11  | VAL Ret | RIO Ret | PAC 14  | AUS 8   |     |     | 76   | 14.º     |
| 2001 | 250cc  | Aprilia    | JAP 8   | RSA 6   | ESP 10  | FRA 7   | ITA Ret | CAT 6   | NED 1   | GBR Ret | ALE Ret | CZE Ret | POR 5   | VAL 5   | PAC 3   | AUS 4   | MAL 5   | RIO 5   |     |     | 141  | 6.º      |
| 2002 | MotoGP | Proton KR  | JAP Ret | RSA Ret | ESP 16  | FRA 10  | ITA Ret | CAT 12  | NED Ret | GBR Ret | ALE 7   | CZE 7   | POR 9   | RIO Ret | PAC 10  | MAL 12  | AUS 10  | VAL 8   |     |     | 59   | 14.º     |
| 2003 | MotoGP | Proton KR  | JAP Ret | RSA Ret | SPA 12  | FRA 6   | ITA Ret | CAT Ret | NED Ret | GBR Ret | ALE 12  | CZE Ret | POR 19  | RIO 16  | PAC Ret | MAL 17  | AUS 11  | VAL 12  |     |     | 27   | 18.º     |
| 2004 | MotoGP | Aprilia    | RSA 16  | ESP Ret | FRA 13  | ITA 16  | CAT DNS | NED 15  | RIO 14  | ALE 12  | GBR 16  | CZE 14  | POR 12  | JAP 12  | QAT Ret | MAL 15  | AUS 14  | VAL 13  |     |     | 26   | 19.º     |
| 2005 | MotoGP | Proton KR  | ESP     | POR     | CHN     | FRA     | ITA     | CAT     | NED     | USA     | GBR     | ALE     | CZE Ret | JAP     | MAL     | QAT     | AUS     | TUR     | VAL |     | 0    | NC       |
| 2007 | MotoGP | Ilmor      | QAT DNS | ESP     | TUR     | CHN     | FRA     | ITA     | CAT     | GBR     | NED     | ALE     | USA     | CZE     | RSM     | POR     | JAP     | AUS     | MAL | VAL | 0    | NC       |
| 2014 | Moto2  | TaylorMade | QAT     | AME     | ARG     | ESP     | FRA     | ITA     | CAT     | NED     | ALE     | IND     | CZE     | GBR 29  | RSM     | ARA     | JAP     | AUS     | MAL | VAL | 0    | NC       |

### Campeonato Mundial de Superbikes

#### Carreras por año
| Año  | Moto   | 1   | 1   | 2   | 2   | 3   | 3   | 4   | 4   | 5   | 5    | 6   | 6   | 7   | 7   | 8   | 8   | 9   | 9   | 10  | 10  | 11  | 11  | 12     | 12      | 13  | 13  | Pts. | Pos. |
| Año  | Moto   | R1  | R2  | R1  | R2  | R1  | R2  | R1  | R2  | R1  | R2 ‡ | R1  | R2  | R1  | R2  | R1  | R2  | R1  | R2  | R1  | R2  | R1  | R2  | R1     | R2      | R1  | R2  | Pts. | Pos. |
| ---- | ------ | --- | --- | --- | --- | --- | --- | --- | --- | --- | ---- | --- | --- | --- | --- | --- | --- | --- | --- | --- | --- | --- | --- | ------ | ------- | --- | --- | ---- | ---- |
| 1993 | Ducati | IRL | IRL | ALE | ALE | ESP | ESP | RSM | RSM | AUT | AUT  | CZE | CZE | SUE | SUE | MAL | MAL | JAP | JAP | NED | NED | ITA | ITA | GBR 10 | GBR Ret | POR | POR | 6    | 47.º |

‡ La segunda carrera en Zeltweg fue para por la llueva. Se otorgaron la mitad de los puntos.